# Juliane Wurm
Juliane Wurm (Halle, 15 de diciembre de 1990) es una deportista alemana que compite en escalada, especialista en la prueba de bloques.
Ganó dos medallas en el Campeonato Mundial de Escalada, oro en 2014 y bronce en 2011, y dos medallas en el Campeonato Europeo de Escalada, oro en 2015 y plata en 2010.

## Palmarés internacional
| Campeonato Mundial | Campeonato Mundial  | Campeonato Mundial | Campeonato Mundial |
| Año                | Lugar               | Medalla            | Prueba             |
| ------------------ | ------------------- | ------------------ | ------------------ |
| 2011               | Arco (Italia)       | Medalla de bronce  | Bloques            |
| 2014               | Múnich (Alemania)   | Medalla de oro     | Bloques            |
| Campeonato Europeo |                     |                    |                    |
| Año                | Lugar               | Medalla            | Prueba             |
| 2010               | Innsbruck (Austria) | Medalla de plata   | Bloques            |
| 2015               | Innsbruck (Austria) | Medalla de oro     | Bloques            |